# La Ferrière-Harang
La Ferrière-Harang era una comuna francesa situada en el departamento de Calvados, de la región de Normandía, que el 1 de enero de 2016 pasó a ser una comuna delegada de la comuna nueva de Souleuvre-en-Bocage al fusionarse con las comunas de Beaulieu, Bures-les-Monts, Campeaux, Carville, Étouvy, La Graverie, Le Bény-Bocage, Le Reculey, Le Tourneur, Malloué, Mont-Bertrand, Montamy, Montchauvet, Saint-Denis-Maisoncelles, Sainte-Marie-Laumont, Saint-Martin-des-Besaces, Saint-Martin-Don, Saint-Ouen-des-Besaces y Saint-Pierre-Tarentaine.

## Demografía
| Gráfica de evolución demográfica de La Ferrière-Harang entre 1800 y 2014 |
|                                                                          |

Los datos demográficos contemplados en este gráfico de la comuna de La Ferrière-Harang se han cogido de 1800 a 1999 de la página francesa EHESS/Cassini, y los demás datos de la página del INSEE.